# Åländsk odling
Åländsk odling var en tidskrift som utkom ca 1920-1922 och är nu en årsbok utgiven sedan 1938 av Ålands folkminnesförbund.